# Kropáčova Vrutice
Kropáčova Vrutice település Csehországban, a Mladá Boleslav-i járásban. Kropáčova Vrutice Chotětov, Dolní Slivno, Mělnické Vtelno, Sudovo Hlavno, Velké Všelisy, Košátky, Nemyslovice, Horní Slivno, Čečelice és Byšice településekkel határos. Lakosainak száma 943 fő (2024. január 1.).

## Népesség
A település lakosságának változását az alábbi diagram mutatja:
| Lakosok száma | 1676 | 1896 | 2011 | 1382 | 863  | 739  | 876  | 919  | 931  | 943  |
|               | 1869 | 1890 | 1921 | 1950 | 1980 | 2001 | 2017 | 2019 | 2022 | 2024 |